# Demografia da Suíça

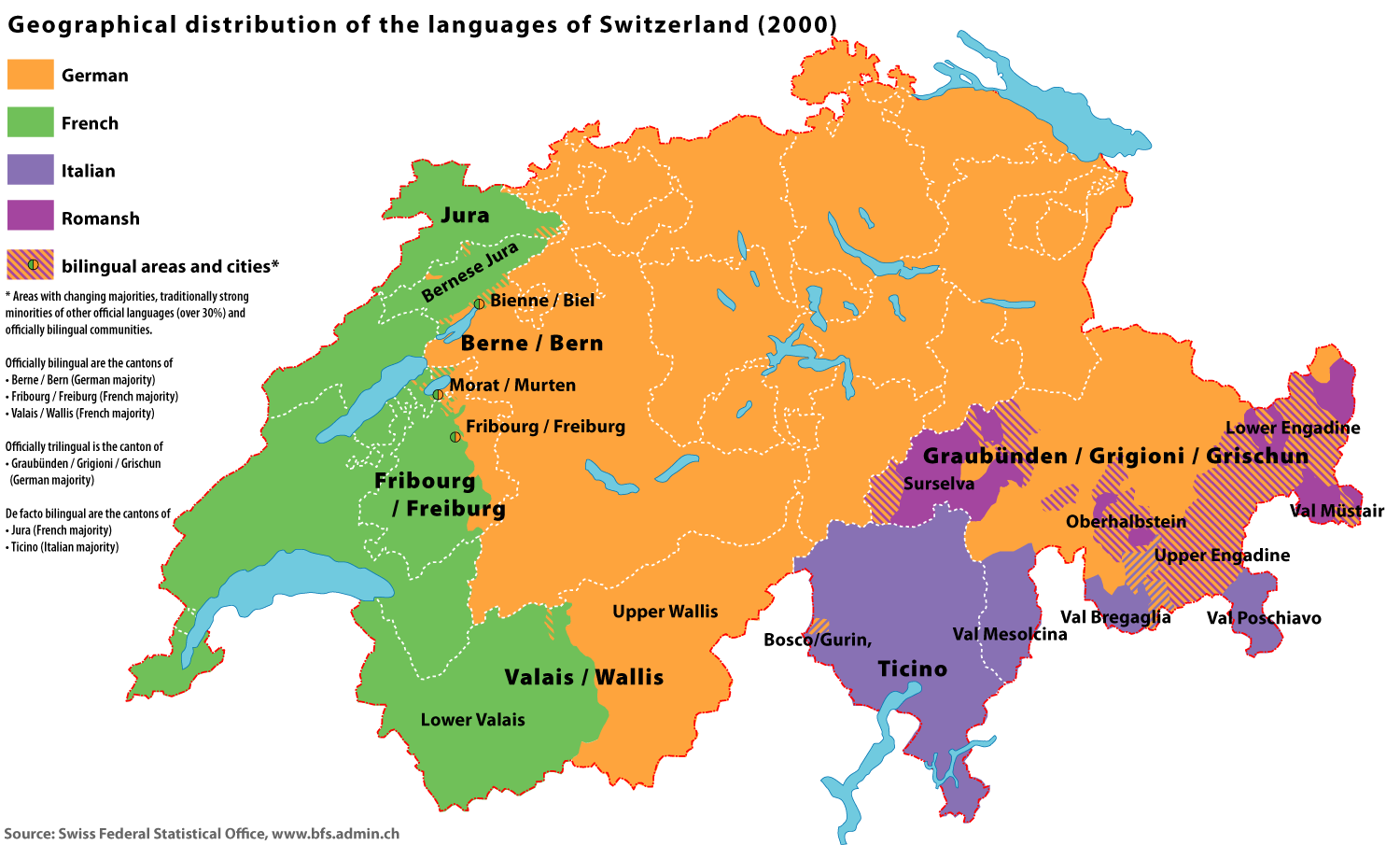
Os diferentes idiomas da Suíça:
Alemão: 63%
Francês: 22,7%
Italiano: 8,4%
Romanche 0,6%

Em 2024, a população da Suíça era de aproximadamente 9 milhões de pessoas. Sua população quadruplicou entre os anos de 1800 e 1990 (dobrando a cada 95 anos). O auge deste crescimento aconteceu após as guerras mundiais, mas entre as décadas de 1970 e 80 estes números reduziram e o crescimento populacional se estabilizou em 1% ao ano na década de 2000.
Mais de 75% da população do país vive nas planícies centrais, que se estendem dos Alpes até as cordilheiras de Jura e de Genebra até o sudoeste do rio Reno e o Lago de Constança a nordeste.
A taxa de natalidade suíça é de 1,33 filhos por mulher entre as cidadãs nativas e 1,86 entre mulheres estrangeiras residindo no país.
De sua população de 8,5 milhões, cerca de 1 937 447 são estrangeiros residindo legalmente no país. Em 2023, 40% da população tinha ascendência imigrante e 31% são residentes estrangeiros. Destes, 1,65 milhões (85% dos estrangeiros) tem cidadania europeia (298 875 italianos, 292 291 alemães, 253 227 portugueses, 110 103 franceses, 90 704 sérvios, 86 976 kosovares, 75 333 espanhóis, 62 633 macedônios, 40 898 britânicos, 39 494 austríacos, 33 002 bósnios e 30 471 croatas). Dos outros continentes, 122 941 residentes são da Ásia, 83 873 da África, 78 433 das Américas e 4 145 da Oceania. Em 2004, cerca de 623 100 cidadãos suíços residiam no exterior, a maioria na França, Estados Unidos e Alemanha.
Religião vem declinando na Suíça nas últimas décadas. O número de cristãos caiu de 93,8% da população, em 1980, para 79% no ano 2000.  Em 2016, segundo um censo, cerca de 36,5% da população eram católicos, 24,5% pertenciam a Igreja Reformada Suíça, 5,9% eram cristãos de outras denominações, 24,9% não tinham filiação religiosa e 5,2% eram adeptos do islamismo (a maioria destes imigrantes ou seus descendentes).
A Suíça possui quatro línguas oficiais: alemão (falado por 5,2 milhões de pessoas, ou 63% da população), francês (falado por 1,9 milhões de pessoas, ou 22,9% da população), italiano (falado por 678 mil pessoas, ou 8,2% da população) e romanche (falado por 44 mil de pessoas, ou 0,5% da população). Cerca de 10% dos habitantes não falam nenhuma das quatro línguas oficiais (a maioria imigrantes). Entre a população imigrante, algumas das línguas mais faladas são servo-croata, albanês, português, macedônio, espanhol, turco e árabe.